# Sportclub Veltheim
Lo Sportclub Veltheim è una società calcistica svizzera, con sede a Winterthur, città del Canton Zurigo.
Il club, è stato fondato il 29 agosto 1915 da alcuni giovani calciatori delusi dalla fusione dell'FC Veltheim con il FC Winterthur.
Ha disputato 4 tornei consecutivi di Serie A negli anni venti.
Attualmente disputa il torneo di Terza Lega (gruppo 4), sesta divisione nazionale. La seconda squadra disputa il campionato immediatamente inferiore, la Quarta Lega.

## Stagioni in massima serie
| Stagione | Competizione         | Piazzamento | Note                                                                          |
| -------- | -------------------- | ----------- | ----------------------------------------------------------------------------- |
| 1923-24  | Serie A - Girone Est | 7°          |                                                                               |
| 1924-25  | Serie A - Girone Est | 5°          |                                                                               |
| 1925-26  | Serie A - Girone Est | 9°          | Disputa gli spareggi salvezza - Batte l'OberWinterthur-Tössfeld 7-2, 7-0      |
| 1926-27  | Serie A - Girone Est | 5°          | Disputa gli spareggi salvezza - Sconfitto da FC Chiasso, retrocede in Serie B |